# Aujols
Aujols é uma comuna francesa na região administrativa de Occitânia, no departamento de Lot. Estende-se por uma área de 16,43 km². Em 2010 a comuna tinha 377 habitantes (densidade: 22,9 hab./km²).